# Vilhelm Andreas Wexelsen
Vilhelm Andreas Wexelsen, född den 5 juni 1849 i Klæbu, Trondhjems stift, död den 19 juli 1909 i Trondhjem, var en norsk präst och politiker. Han var son till den grundtvigianskt sinnade prästen Frederik Nannestad Wexelsen och brorson till Christian och Marie Wexelsen.
Wexelsen blev teologie kandidat 1872 och ägnade sig åt prästkallet samt utnämndes 1896 till skoldirektör i Trondhjems stift och 1905 till biskop där. Wexelsen hade tidigt gjort sig bemärkt som en förmåga i det kommunala och politiska livet. Till sin uppfattning radikal var han stortingsman för Nordre Trondhjems amt 1882-91 och 1895-97. Han var kyrkominister i Johannes Steens bägge ministärer, 1891-93 och 1898-1902 samt i Blehrs ministär 1902-03. 